# 32 nanòmetres
| Tecnologia | Any  |
| ---------- | ---- |
| 10 um      | 1971 |
| 6 um       | 1974 |
| 3 um       | 1977 |
| 1,5 um     | 1982 |
| 1 um       | 1985 |
| 800 nm     | 1989 |
| 600 nm     | 1994 |
| 350 nm     | 1995 |
| 250 nm     | 1997 |
| 180 nm     | 1999 |
| 130 nm     | 2001 |
| 90 nm      | 2004 |
| 65 nm      | 2006 |
| 45 nm      | 2008 |
| 32 nm      | 2010 |
| 22 nm      | 2012 |
| 14 nm      | 2014 |
| 10 nm      | 2017 |
| 7 nm       | 2018 |
| 5 nm       | 2020 |

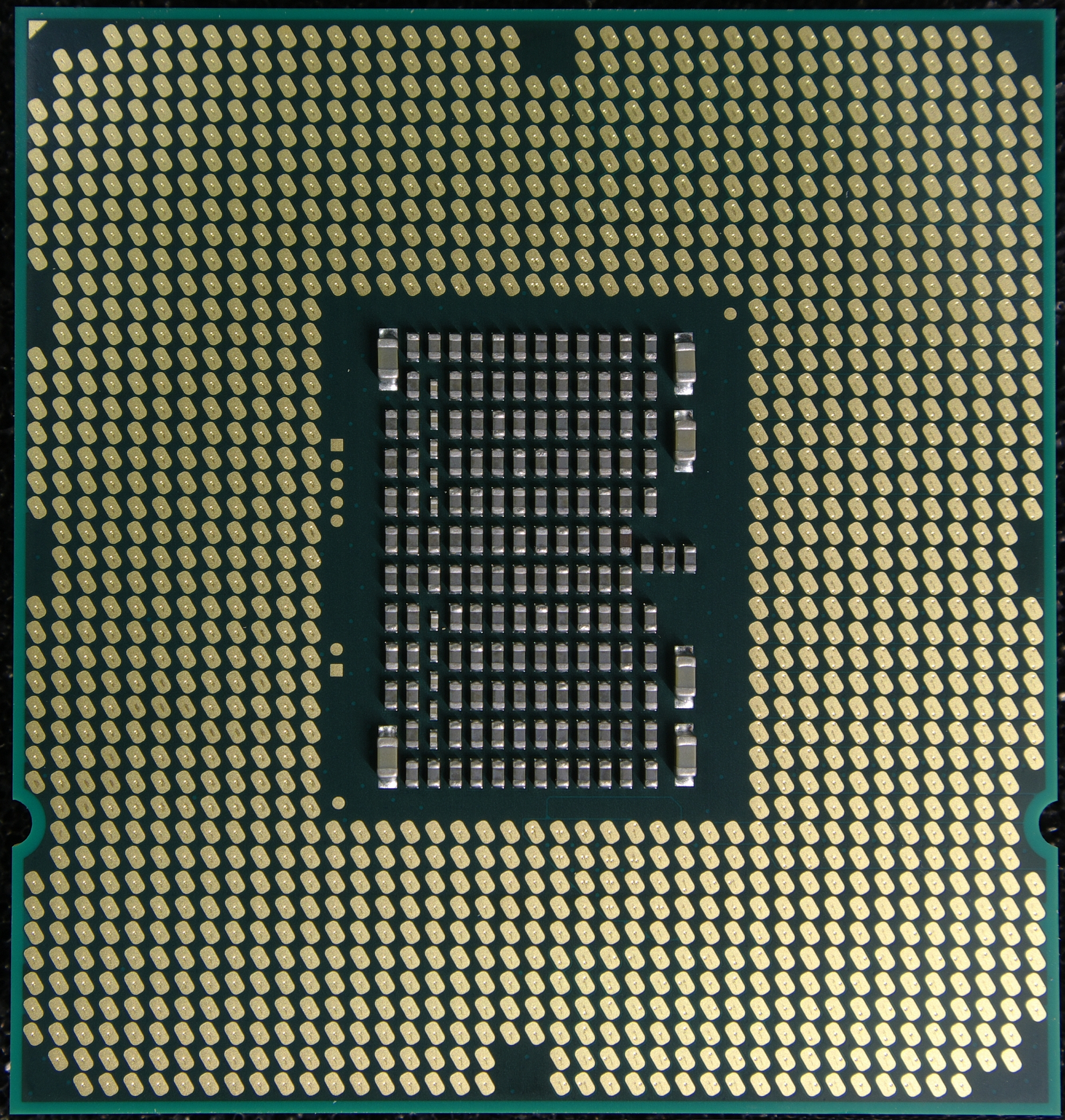
Fig.1 Exemple de tecnologia de 32 nm : Intel core i7

32 nanòmetres (32 nm) és una tecnologia de fabricació de semiconductors en què els components tenen una dimensió de 32 nm. És una millora de la tecnologia de 45 nm. La llei de Moore diu que la superfície és redueix a la meitat cada 2 anys, per tant el costat del quadrat de la nova tecnologia serà de {\displaystyle 32\simeq {\frac {45}{\sqrt {2}}}}. Sabent que els àtoms de silici tenen una distància entre ells de 0,543 nm, llavors el transistor té de l'ordre de 59 àtoms de llargada.

## Història
- Els primers prototipus de tecnologia de 32 nm va ser a mitjans de la dècada del 2000.
- Intel va presentar els primers assajos el 2007.
- Intel i AMD van comercialitzar els primers processadors el 2010.
- Samsung va presentar memòries DRAM el 2011.
- El 2012 apareix la tecnologia de 45 nm.

## Tecnologia emprada
- Tecnologia de materials amb Dielèctric high-k
- Tecnologia de SOI (silici sobre aïllant)

## Processadors
| Fabricant | Data | CPU           | Notes                        |
| --------- | ---- | ------------- | ---------------------------- |
| Intel     | 2010 | Core i3 i i5  | [ 3 ]                        |
| Intel     | 2010 | Sandy Bridge  | Tecnologia dielèctric high-k |
| Intel     | 2010 | i7-970 i7-980 | 6 cores                      |
| AMD       | 2010 | FX            | Tecnologia SOI               |

| Fabricant                  | Common Platform | Common Platform | Intel     | Intel   | TSMC     | TSMC    | Samsung   | Samsung | Toshiba / NEC | Toshiba / NEC | Common Platform 2 | Common Platform 2 |
| -------------------------- | --------------- | --------------- | --------- | ------- | -------- | ------- | --------- | ------- | ------------- | ------------- | ----------------- | ----------------- |
| Nom del procés             |                 |                 | P1268     | P1268   |          |         |           |         |               |               |                   |                   |
| Primera producció          | 2009            | 2009            | 2009      | 2009    | 2009     | 2009    | 2009      | 2009    | 2009          | 2009          | 2010              | 2010              |
| Tipus                      | PDSOI           | PDSOI           | Bulk      | Bulk    | Bulk     | Bulk    | Bulk      | Bulk    | Bulk          | Bulk          | Bulk              | Bulk              |
| Oblia                      | 300mm           | 300mm           | 300mm     | 300mm   | 300mm    | 300mm   | 300mm     | 300mm   | 300mm         | 300mm         | 300mm             | 300mm             |
|                            | Value           | 45 nm Δ         | Value     | 45 nm Δ | Value    | 40 nm Δ | Value     | 40 nm Δ | Value         | 40 nm Δ       | Value             | 45 nm Δ           |
| Pas de contacte de porta   | 130 nm          | 0.68x           | 112.5 nm  | 0.63x   | 130 nm   | 0.80x   | 113.4 nm  | 0.88x   | 120 nm        | 0.71x         | 126 nm            | 0.66x             |
| Pas de connexió            | ? nm            | ?x              | 112.5 nm  | 0.70x   | ? nm     | ?x      | 113.4 nm  | 0.97x   | ? nm          | ?x            | ?nm               | ?x                |
| Cel·lula 1 bit de RAM (HD) | 0.15 µm²        | 0.41x           | 0.148 µm² | 0.43x   | 0.15 µm² | 0.62x   | 0.120 µm² | ?x      | 0.124 µm²     | 0.64x         | 0.157 µm²         | 0.42x             |
| Cel·lula 1 bit de RAM (LP) |                 |                 | 0.199 µm² |         |          |         |           |         |               |               |                   |                   |
| Cel·lula 1 bit de DRAM     |                 |                 | 0.171 µm² | 0.45x   |          |         |           |         |               |               |                   |                   |